# Alapi ponctué
Myrmelastes leucostigma
Espèce
Répartition géographique
Statut de conservation UICN

 LC  : Préoccupation mineure
L'Alapi ponctué (Myrmelastes leucostigma) est une espèce de passereaux de la famille des Thamnophilidae.
Son aire s'étend à travers l'Amazonie et le plateau des Guyanes.

## Répartition et sous-espèces
Selon la classification de référence du Congrès ornithologique international (14.2, 2025) :
- M. l. subplumbeus (Sclater & Salvin, 1880) — nord-ouest de l'Amazonie ;
- M. l. leucostigma (Pelzeln, 1868) — plateau des Guyanes et nord du Brésil (à l'est du rio Branco ;
- M. l. intensus (Zimmer, 1927) — centre/sud-est du Pérou ;
- M. l. infuscatus (Todd, 1927) — du rio Negro au rio Solimões.